# Вишесмјерно емитовање
У рачунарским мрежама, вишесмјерно емитовање или мултикаст (енгл. Multicast) је групна комуникација гдје се пренос података истовремено адресира на групу одредишних рачунара. Вишесмјерно емитовање може бити дистрибуција један-према-више или више-према-више.
Вишесмјерно емитовање се често користи у интернет протокол (IP) апликацијама за слање мултимедијалног садржаја у реалном времену, као што су IPTV и видеоконференције са више чворова.